# Volkov Commander
Volkov Commander, VC — один з популярних файлових менеджерів для операційної системи DOS, клон Norton Commander.
Автор програми Волков Всеволод Владиславович — український програміст. Програма поширюється за ліцензією Shareware.
У наш час використовується, в основному, в складі комплектів утиліт на базі DOS (наприклад, FreeDOS), що використовуються для відновлення даних і тому подібних екстрених дій:86. Програма не працює в нових версіях Windows, наприклад, під новою Windows 10.

## Історія написання
Volkov Commander написав Всеволод Волков 1992 року на той час студент кафедри електронних пристроїв та систем Київського політехнічного інституту. Програма швидко стала популярною у всьому світі як найкращий безплатний менеджер файлів DOS.  У 1993 році розробку Volkov Commander підтримано грантом від бюлетеня Softpanorama, а Всеволод Волков зробив декілька доповідей на київському семінарі Softpanorama. 1993 року Всеволод Волков закінчив КПІ і працював інженером апаратного забезпечення в різних стартапах. 1999 року він видав популярний посібник "Работа на персональном компьютере: практический курс".

## Переваги
Volkov Commander 4.0 (випущений 9 травня 1994) має переваги перед Norton Commander 3.0:
- Неупакований розмір всього 64 кб — аналогічна Norton Commander функціональність реалізована у значно меншому об'ємі
- Копіювання дерев каталогів цілком (а не тільки виділені файли);
- Перенесення каталогів в межах одного диска без копіювання (ця функціональність з'явилася тільки в Norton Commander 4.0);
- 5 варіантів обробки файлів — зовнішній редактор, вбудований/зовнішній переглядач, запуск за розширенням, причому зовнішні команди також налаштовувалися за розширенням файлу;
- Вбудований редактор вантажить файли розміром в сотні кілобайт, поки вистачає пам'яті (до 640 кБ за вирахуванням зайнятої самим VC й іншими програмами), проти 64/32 кб для переглядача/редактора у Norton Commander;
- Працює істотно швидше, ніж Norton Commander останніх версій, особливо якщо працює під DOS без кешування диска;
- Простіше постачати на завантажувальних дискетах і компакт-дисках;
- Вбудований шістнадцятковий редактор;
- Має систему керування резидентними програмами (викликається по Alt+F5) з можливістю видаляти резидентні програми (можливо тільки для програм, запущениї з-під VC, не завжди працює коректно). Функціональність цієї системи досить мала через особливості DOS.

В альфа-версіях п'ятого релізу VC (4.99) також був вбудований текстовий редактор, що прискорило відкриття файлів на редагування.

## Недоліки
- Відносно мало можливостей;
- 12 кб пам'яті, займані при запуску інших програм (якщо не завантажувати програму в upper memory area);
- Не розвивається з 2000 року, коли була випущена остання офіційна версія 4.99.08 alpha;
- В не-альфа-версіях немає підсвічування за типами файлів, підтримки довгих імен. В альфа-версіях, навпаки, немає багато чого[чого?] іншого;
- Не працює під 64-розрядною операційною системою Windows.